# Prix Campiello
Le prix Campiello (en italien premio Campiello) est un prix littéraire accordé annuellement à un livre édité en Italie au cours de l'année précédente.

## Historique
Le prix Campiello a été créé en 1962 sur l'initiative d'une famille d'industriels de Vénétie et récompensera l'année suivante le livre de Primo Levi, La Trêve (La tregua).

## Modalités d'attribution
Les modalités d'attribution du prix Campiello sont très particulières. À la différence des autres prix littéraires, les critiques identifient parmi les livres édités l'année précédente un bouquet de cinq ouvrages à soumettre à un jury populaire appelé aussi « jury des 300 » ; ces cinq livres finalistes sont qualifiés officiellement de « prix de la sélection Campiello ».
Ce jury populaire composé de 300 lecteurs – un membre du jury populaire ne peut l'être qu'une seule fois – de différentes origines sociales (mêlant âges, cultures et professions diverses) choisit entre les cinq finalistes le livre dit « Super Campiello ». Le prix est remis chaque année soit au Palais des Doges soit à La Fenice.

## Liste des lauréats
Les ouvrages qui suivent la date ont reçu le prix super Campiello, les autres ouvrages sont ceux sélectionnés.
- 1963 – Primo Levi pour La Trêve (La tregua)
L'eredità della Priora, Carlo Alianello – La donna al punto, Elio Bartolini – Mio padre Adamo, Fortunato Pasqualino – Il Papa, Giorgio Saviane

- 1964 – Giuseppe Berto pour Le Mal obscur (Il male oscuro)
L'adultera, Laudomia Bonanni – La spartizione, Piero Chiara – Tre racconti, Tommaso Landolfi – Il velocifero, Luigi Santucci

- 1965 – Mario Pomilio pour La compromissione
Il figlio del sole, Antonio Aniante – L'uomo fedele, Beatrice Solinas Donghi – La quinta stagione, Fulvio Tomizza – I bianchi e i neri, Dante Troisi

- 1966 – Alberto Bevilacqua pour Questa specie d'amore
La moglie, Giovanni Dusi – Il serpente, Luigi Malerba – La cupola, Gino Montesanto – Sulla spiaggia e di là dal molo, Mario Tobino

- 1967 – Luigi Santucci pour Orfeo in Paradiso
Le notti della paura, Antonio Barolini – Storia di Ada, Carlo Cassola – Il minimo d'ombra, Gino De Sanctis – Una vecchia signora, Giuseppe Mesirca

- 1968 – Ignazio Silone pour L'avventura di un povero cristiano
Il ballo angelico, Arrigo Benedetti – Gli incantesimi, Carlo Castellaneta – Capriccio con rovine, Luigi Compagnone – Il ponte dell'Accademia, Pier Maria Pasinetti

- 1969 – Giorgio Bassani pour Le Héron (L'Airone)
Da inverno a inverno, Giulio Cattaneo – Marcel ritrovato, Giuliano Gramigna – Il re ne comanda una, Stelio Mattioni – Le nevi dell'altro anno, Giuseppe Raimondi

- 1970 – Mario Soldati pour Le Dernier Rôle, rééd. sous le titre L'Acteur (L'attore)
Il gioco e il massacro, Ennio Flaiano – La meccanica, Carlo Emilio Gadda – Il crematorio di Vienna, Goffredo Parise – Processo per eresia, Neri Pozza

- 1971 – Gianna Manzini pour Ritratto in piedi
Il ritorno, Manlio Cancogni – Adios, Renato Ghiotto – Diario siciliano, Ercole Patti – Sposa mia, Enrico Raffi

- 1972 – Mario Tobino pour Per le antiche scale
La bella di Lodi, Alberto Arbasino – Randagio è l'eroe, Giovanni Arpino – Quell'antico amore, Carlo Laurenzi – Il campo di concentrazione, Ottiero Ottieri

- 1973 – Carlo Sgorlon pour Il trono di legno
Monte Mario, Carlo Cassola – Amore e Psiche, Raffaele La Capria – Il nipote di Beethoven, Luigi Magnani – Il mare verticale, Giorgio Saviane

- 1974 – Stefano Terra pour Alessandra
Muro d'ombra, Rodolfo Doni – Le labrene, Tommaso Landolfi – Dove tornare, Fulvio Tomizza – Utopia per flauto solo, Fiora Vincenti

- 1975 – Stanislao Nievo pour Il prato in fondo al mare
Un matrimonio perfetto, Carla Cerati – Il figlio, Gino Montesanto – Memorie di un miliardario, Giorgio Soavi – Il grembiule rosso, Alberto Vigevani

- 1976 – Gaetano Tumiati pour Il busto di gesso
Le pietre, l'amore, Paolo Barbaro – Davide, Carlo Coccioli – Storia naturale di una passione, Alfredo Todisco – La nuova età, Mimi Zorzi

- 1977 – Saverio Strati pour Il selvaggio di Santa Venere
Cuor di padrone, Carlo Della Corte – La spiaggia del lupo, Gina Lagorio – Il giro del mondo, Ferruccio Parazzoli – Il vento in testa, Eugenio Travaini

- 1978 – Gianni Granzotto pour Carlo Magno
Pontificale in San Marco, Elio Bartolini – Dolcissimo, Giuseppe Bonaviri – Il ladrone, Pasquale Festa Campanile – Il giocatore invisibile, Giuseppe Pontiggia

- 1979 – Mario Rigoni Stern pour Storia di Tönle
Ingannare l'attesa, Giuseppe Cassieri – L'Ordalia, Italo Alighiero Chiusano – Ride la luna, Rolly Marchi – Due giorni con Chiara, Luciano Marigo

- 1980 – Giovanni Arpino pour Il fratello italiano
Sua Eccellenza, Antonio Altomonte – Il richiamo di Alma, Stelio Mattioni – Serenata, Rossana Ombres – L'altissimo e le rose, Luigi Testaferrata

- 1981 – Gesualdo Bufalino pour Diceria dell'untore
Un grido lacerante, Anna Banti – Il silenzio delle cicale, Gian Piero Bona – I guardatori della luna, Tonino Guerra – La vita in campagna, Bino Sanminiatelli

- 1982 – Primo Levi pour Se non ora quando ?
Alessandria, Raul Lunardi – Uccelli del paradiso, Ferruccio Parazzoli – Sillabario N.2, Goffredo Parise – La fuga delle api, Antonio Terzi

- 1983 – Carlo Sgorlon pour La conchiglia di Anataj
Casa di guerra, Isabella Bossi Fedrigotti – L'eterna finzione, Alcide Paolini – Dorsoduro, Pier Maria Pasinetti – La notte di Toledo, Ferruccio Ulivi

- 1984 – Pasquale Festa Campanile pour Per amore, solo per amore
Il fratello orientale, Antonio Altomonte – Ladro di ferragosto, Raffaele Crovi – Il nome delle parole, Guglielmo Petroni – Il conte, Giorgio Soavi

- 1985 – Mario Biondi pour Gli occhi di una donna
La terza donna, Giorgio Montefoschi – Così non sia, Gino Montesanto – Cercando l'imperatore, Roberto Pazzi – Piccoli equivoci senza importanza, Antonio Tabucchi

- 1986 – Alberto Ongaro pour La partita
La donna dei fili, Ferdinando Camon – L'ultimo della classe, Neri Pozza – Gli sposi di Via Rossetti, Fulvio Tomizza – La vita a metà, Mimi Zorzi

- 1987 – Raffaele Nigro pour I fuochi del Basento
La valigia vuota, Sergio Ferrero – Angelo a Berlino, Giuliana Morandini – La lunga notte, Emilio Tadini – L'inquisitore dell'interno sedici, Dante Troisi

- 1988 – Rosetta Loy pour Le strade di polvere
Diario a due, Paolo Barbaro – La Patria riconoscente, Giulio Cisco – L'invenzione della verità, Marta Morazzoni – Le donne divine, Renzo Rosso

- 1989 – Francesca Duranti pour Effetti personali
Il canto delle balene, Ferdinando Camon – Il nocchiero, Paola Capriolo – La legge degli spazi bianchi, Giorgio Pressburger – Il nido di ghiaccio, Giampaolo Rugarli

- 1990 – Dacia Maraini pour La lunga vita di Marianna Ucrìa
Il diavolo suppongo, Carlo Della Corte – L'isola delle comete, Nino Majellaro – Io venia pien d'angoscia a rimirarti, Michele Mari – La chimera, Sebastiano Vassalli

- 1991 – Isabella Bossi Fedrigotti pour Di buona famiglia
Castelli di rabbia (trad. Châteaux de la colère), Alessandro Baricco – Le parole del padre, Raffaele Crovi – Rimbaud, Renato Minore – Il volto nascosto, Giorgio Montefoschi

- 1992 – Sergio Maldini pour La casa a Nord-Est
La revoca, Luca Doninelli – Le pietre volanti, Luigi Malerba – Casa materna, Marta Morazzoni – Carta blu, Enzo Siciliano

- 1993 – Raffaele Crovi pour La valle dei cavalieri
Racconti naturali e straordinari, Antonio Debenedetti – Le storie dell'ultimo giorno, Stefano Jacomuzzi – Navi in bottiglia, Gabriele Romagnoli – I rapporti colpevoli, Fulvio Tomizza

- 1994 – Antonio Tabucchi pour Sostiene Pereira
Fratelli d'Italia, Alberto Arbasino – Attesa sul mare, Francesco Biamonti – Il catino di zinco, Margaret Mazzantini – Vita di uomini non illustri, Giuseppe Pontiggia

- 1995 – Maurizio Maggiani pour Il coraggio del pettirosso
La casa con le luci, Paolo Barbaro – Jack Frusciante è uscito dal gruppo, Enrico Brizzi – Staccando l'ombra da terra, Daniele Del Giudice – Il bastone a calice, Virgilio Scapin

- 1996 – Enzo Bettiza pour Esilio
Presto con fuoco, Roberto Cotroneo – L'antidoto della malinconia, Piero Meldini – Incerti di viaggio, Roberto Pazzi – Il pellicano di pietra, Michele Prisco

- 1997 – Marta Morazzoni pour Il caso Courrier
Campo del sangue, Eraldo Affinati – Mania, Daniele Del Giudice – La negligenza, Enrico Pellegrini – Posillipo, Elisabetta Rasy

- 1998 – Cesare De Marchi pour Il talento
Le parole la notte, Francesco Biamonti – La buona e brava gente della nazione, Romolo Bugaro – La perfezione degli elastici (e del cinema), Laura Pariani – Un uomo che forse si chiamava Schulz, Ugo Riccarelli

- 1999 – Ermanno Rea pour Fuochi fiammanti a un'hora di notte
La bicicletta di mio padre, Cino Boccazzi – I cieli di vetro, Guido Conti – Il cuore rovesciato, Giampaolo Spinato – In tutti i sensi come l'amore, Simona Vinci

- 2000 – Sandro Veronesi pour La forza del passato
Mare mare, Vito Bruno – Le farfalle di Voltaire, Sergio Ferrero – La gallina volante, Paola Mastrocola – Margherita vuole il regno, Franco Scaglia

- 2001 – Giuseppe Pontiggia pour Nati due volte
L'angelo della storia, Bruno Arpaia – Dodici Lei, Giorgio Calcagno – Certi bambini, Diego De Silva – Via Gemito, Domenico Starnone

- 2002 – Franco Scaglia pour Il custode dell'acqua
Sgobbo, Giosuè Calaciura – L'ultimo dei Vostiachi, Diego Marani – Dopo l'amore, Giancarlo Marinelli – La curva del Latte, Nico Orengo

- 2003 – Marco Santagata pour Il Maestro dei santi pallidi
Cuore di madre, Roberto Alajmo – Di questa vita menzognera, Giuseppe Montesano – L'uovo di Geltrudina, Laura Pariani, Come prima delle madri, Simona Vinci

- 2004 – Paola Mastrocola pour Una barca nel bosco
 La masseria delle allodole, Antonia Arslan – La festa del ritorno, Carmine Abate – La Pasqua Rossa, Alberto Bevilacqua – La doppia vita di Vermeer, Luigi Guarnieri

- 2005 – Ex aequo : Pino Roveredo pour Mandami a dire, et Antonio Scurati pour Il sopravvissuto, 
Quattro errori di Dio, Ennio Cavalli – Fata Morgana, Gianni Celati – Malvarosa, Raffaele Nigro

- 2006 – Salvatore Niffoi pour La vedova scalza
Ti lascio il meglio di me, Giancarlo Marinelli – Il ritorno a casa di Enrico Metz, Claudio Piersanti – Di viole e liquirizia, Nico Orengo – Le uova del drago, Pietrangelo Buttafuoco.
  - Prix Campiello de la première œuvre : Senza coda, Marco Missiroli

- 2007 – Mariolina Venezia pour Mille anni che sto qui
Mal di pietre, Milena Agus – Il labirinto delle passioni perdute, Romolo Bugaro – Donne informate sui fatti, Carlo Fruttero – Il signor figlio, Alessandro Zaccuri. 
  - Prix Campiello de la première œuvre : Fìdeg, Paolo Colagrande.

- 2008 – Benedetta Cibrario pour Rossovermiglio
 Louise. Canzone senza pause, Eliana Bouchard – Nel cuore che ti cerca, Paolo Di Stefano – La zona cieca, Chiara Gamberale – Sole e ombra, Cinzia Tani. 
  - Prix Campiello de la première œuvre : La solitudine dei numeri primi, Paolo Giordano.

- 2009 – Margaret Mazzantini pour Venuto al mondo

- 2010 – Michela Murgia pour Accabadora,

- 2011 – Andrea Molesini pour Non tutti i bastardi sono di Vienna

- 2012 – Carmine Abate pour La collina del vento
 Più alto del mare, Francesca Melandri – Il senso dell'elefante, Marco Missiroli – Tutti i colori del mondo, Giovanni Montanaro – Il tempo di mezzo, Marcello Fois

- 2013 – Ugo Riccarelli pour L'amore graffia il mondo

- 2014 – Giorgio Fontana pour Morte di un uomo felice

- 2015 – Marco Balzano pour L'ultimo arrivato

- 2016 – Simona Vinci pour La prima verità
  - Prix Campiello de la première œuvre : Gesuino Némus pour La teologia del cinghiale

- 2017 – Donatella Di Pietrantonio pour L'Arminuta
Finalistes : Stefano Massini, Qualcosa sui Lehman – Mauro Covacich, La città interiore –  Alessandra Sarchi, La notte ha la mia voce – Laura Pugno, La ragazza selvaggia
  - Prix Campiello de la première œuvre : Francesca Manfredi pour Un buon posto dove stare
  - Prix de la Fondation Il Campiello : Rosetta Loy  pour Gli anni fra cane e lupo
  - Prix Campiello Giovani : Andrea Zancanaro, Ognuno ha il suo mostro

- 2018 – Rosella Postorino pour Le assaggiatrici
Finalistes : Francesco Targhetta, Le vite potenziali  – Helena Janeczek, La ragazza con la Leica  – Ermanno Cavazzoni, La galassia dei dementi – Davide Orecchio, Mio padre la rivoluzione
  - Prix Campiello de la première œuvre: Valerio Valentini pour Gli 80 di Campo Rammaglia
  - Prix de la Fondation Il Campiello : Marta Morazzoni
  - Prix Campiello Giovani : Elettra Solignani, Con i mattoni

- 2019 – Andrea Tarabbia (it) pour Madrigale senza suono[1] 
Finalistes : Giulio Cavalli (it), Carnaio — Paolo Colagrande (it), La vita dispari — Laura Pariani (it), Il gioco di Santa Oca — Francesco Pecoraro, Lo stradone
  - Prix Campiello de la première œuvre : Marco Lupo pour Hamburg
  - Prix de la Fondation Il Campiello : Isabella Bossi Fedrigotti
  - Prix Campiello Giovani : Matteo Porru pour Talismani

### Années 2020
- 2020 – Remo Rapino (it) pour Vita, morte e miracoli di Bonfiglio Liborio (it)
Finalistes : Patrizia Cavalli, Con passi giapponesi  – Sandro Frizziero, Sommersione  – Francesco Guccini, Tralummescuro – Ade Zeno, L'incanto del pesce luna
  - Prix Campiello de la première œuvre : Veronica Galletta (it) pour Le isole di Norman
  - Prix de la Fondation Il Campiello : Alessandro Baricco
  - Prix Campiello Giovani : Michela Panichi pour Meduse

- 2021 – Giulia Caminito pour L’acqua del lago non è mai dolce
Finalistes : 
  - Prix Campiello de la première œuvre : Daniela Gambaro, Dieci storie quasi vere
  - Prix de la Fondation Il Campiello : Daniele Del Giudice
  - Prix Campiello Giovani : Alice Scalas Bianco, Ritratto di Parigi

- 2022 – Bernardo Zannoni pour I miei stupidi intenti
Finalistes : Fabio Bacà, Nova (Adelphi) - Antonio Pascale, La foglia di fico (Einaudi) - Daniela Ranieri, Stradario aggiornato di tutti i miei baci (Ponte alle Grazie) - Elena Stancanelli, Il tuffatore (La Nave di Teseo)
  - Prix Campiello de la première œuvre : Francesca Valente, Altro nulla da segnalare (Einaudi)
  - Prix de la Fondation Il Campiello : Corrado Stajano
  - Prix Campiello Giovani : Antonella Sbuelz
  - Prix Campiello dei Campielli : Primo Levi, La tregua

- 2023 – Benedetta Tobagi (it) pour La Resistenza delle donne (Einaudi) •  (ISBN 978-8-80625-366-0)
Finalistes : Silvia Ballestra, La sibilla. Vita di Joyce Lussu (Laterza) - Marta Cai, Centomilioni (Einaudi) - Tommaso Pincio, Diario di un'estate marziana (Perrone) - Filippo Tuena, In cerca di Pan (Nottetempo)
  - Prix Campiello de la première œuvre : Emiliano Morreale, L'ultima innocenza (Sellerio)
  - Prix de la Fondation Il Campiello : Edith Bruck
  - Prix Campiello Giovani : Elisabetta Fontana pour La Spartenza
  - Prix Campiello Junior: 7-10 ans : Nicola Cinquetti pour L'incredibile notte di Billy Bologna (Lapis) | 11-14 ans : Davide Rigiani pour Il Tullio e l'eolao più incredibile di tutto il Canton Ticino (Éditions minimum fax)
  - Mention spéciale : Ada D'Adamo (it), Come d'Aria (Elliot)